# Rhopalosiphoninus tiliae
Rhopalosiphoninus tiliae är en insektsart. Rhopalosiphoninus tiliae ingår i släktet Rhopalosiphoninus och familjen långrörsbladlöss. Inga underarter finns listade i Catalogue of Life.